# Howard-Williams Point
Der Howard-Williams Point ist eine markante Landspitze an der Shackleton-Küste in der antarktischen Ross Dependency. Sie ragt unmittelbar nördlich der Beaumont Bay und nordöstlich der Surveyors Range in das Ross-Schelfeis
Das New Zealand Antarctic Place-Names Committee benannte sie im Jahr 2003 nach dem Ökologen Clive Howard-Williams, neuseeländischer Repräsentant und Vize-Präsident des SCAR, der zuvor ab 1984 mehrere Forschungsreisen zu den Antarktischen Trockentälern, zum Darwin-Gletscher und nach Bratina Island begleitet hatte.